# 科雷什列伊區

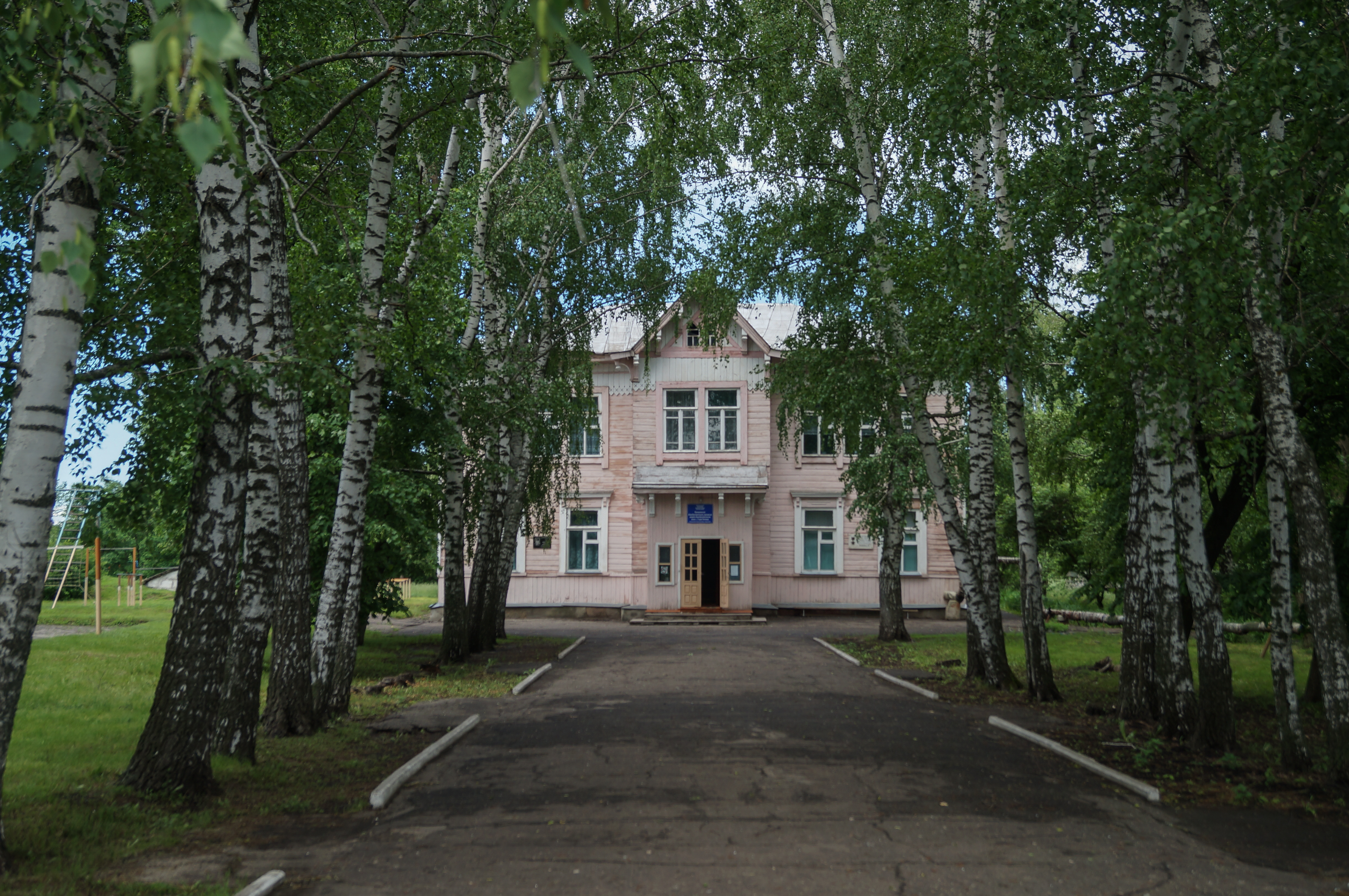

52°42′01″N 44°32′04″E / 52.70028°N 44.53444°E
科雷什列伊區（俄语：Колышлейский район），是俄羅斯的一個區，位於該國西南部，由奔薩州負責管轄，面積1,685平方公里，2010年人口26,187，人口密度每平方公里15.54人。